# سيد لي
سيد لي (بالإنجليزية: Syd Leigh)‏ (1 أغسطس 1893 في المملكة المتحدة - ) هو لاعب كرة قدم بريطاني (وحمل سابقاً جنسية المملكة المتحدة لبريطانيا العظمى وأيرلندا) في مركز الهجوم. لعب مع ديربي كاونتي ونادي بريستول روفيرز.